# The Mikado (film)
Pour l’article homonyme, voir The Mikado.
Pour plus de détails, voir Fiche technique et Distribution.
The Mikado est un film britannique réalisé par Victor Schertzinger et sorti en 1939.

## Fiche technique
- Titre : The Mikado
- Réalisation : Victor Schertzinger
- Scénario : Geoffrey Toye d'après The Mikado de W.S. Gilbert et Arthur Sullivan
- Producteur : Geoffrey Toye
- Photographie : Bernard Knowles, William V. Skall
- Montage : Philip Charlot, Gene Milford
- Musique : Arthur Sullivan
- Distributeurs:
  - General Film Distributors Ltd (UK)
  - Universal Pictures (US)
- Durée : 90 minutes
- Dates de sortie :
  - Royaume-Uni : 12 janvier 1939
  - États-Unis : 1er mai 1939

## Distribution
- Kenny Baker : Nanki-Poo
- Martyn Green : Ko-Ko
- Sydney Granville : Pooh-Bah
- John Barclay : the Mikado[1]
- Gregory Stroud : Pish-Tush[1]
- Jean Colin : Yum-Yum
- Constance Willis : Katisha
- Elizabeth Nickell-Lean (creditée Elizabeth Paynter) : Pitti-Sing[1]
- Kathleen Naylor : Peep-Bo